# Meister von Paulus und Barnabas

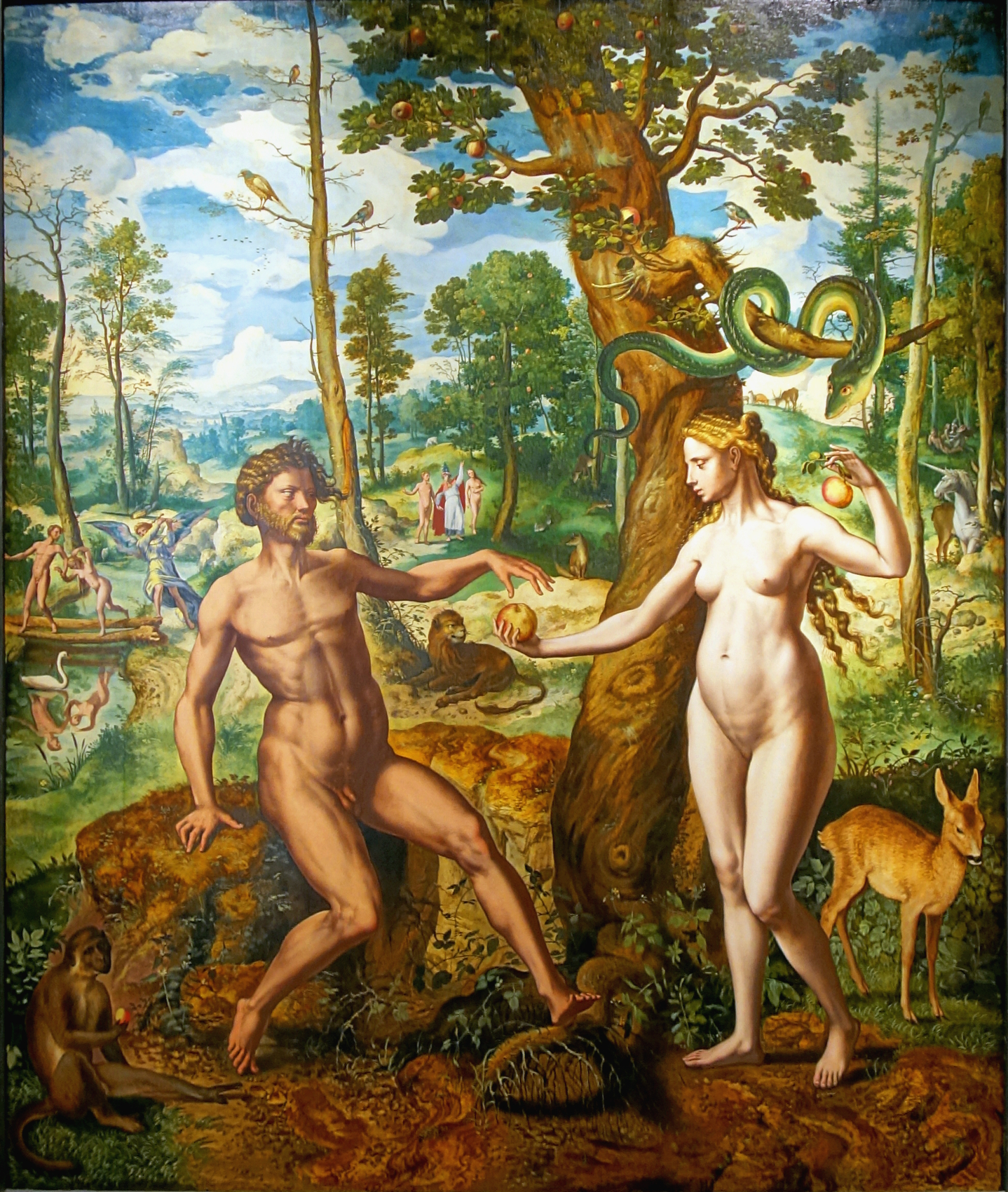
Der Sündenfall, 1540–1550, Bonnefantenmuseum

Der Meister von Paulus und Barnabas war ein in der 1. Hälfte des 16. Jahrhunderts in Antwerpen, den südlichen Niederlanden, tätiger Maler religiöser Motive.
Seine Malweise erinnert an Pieter Aertsen (1507/08 – 1575). Er wird mit dem Antwerpener Maler Jan Mandijn (ca. 1500–1559) in Verbindung gebracht. Die Zuschreibung seiner Werke ist schwierig und unsicher.